# Video wall

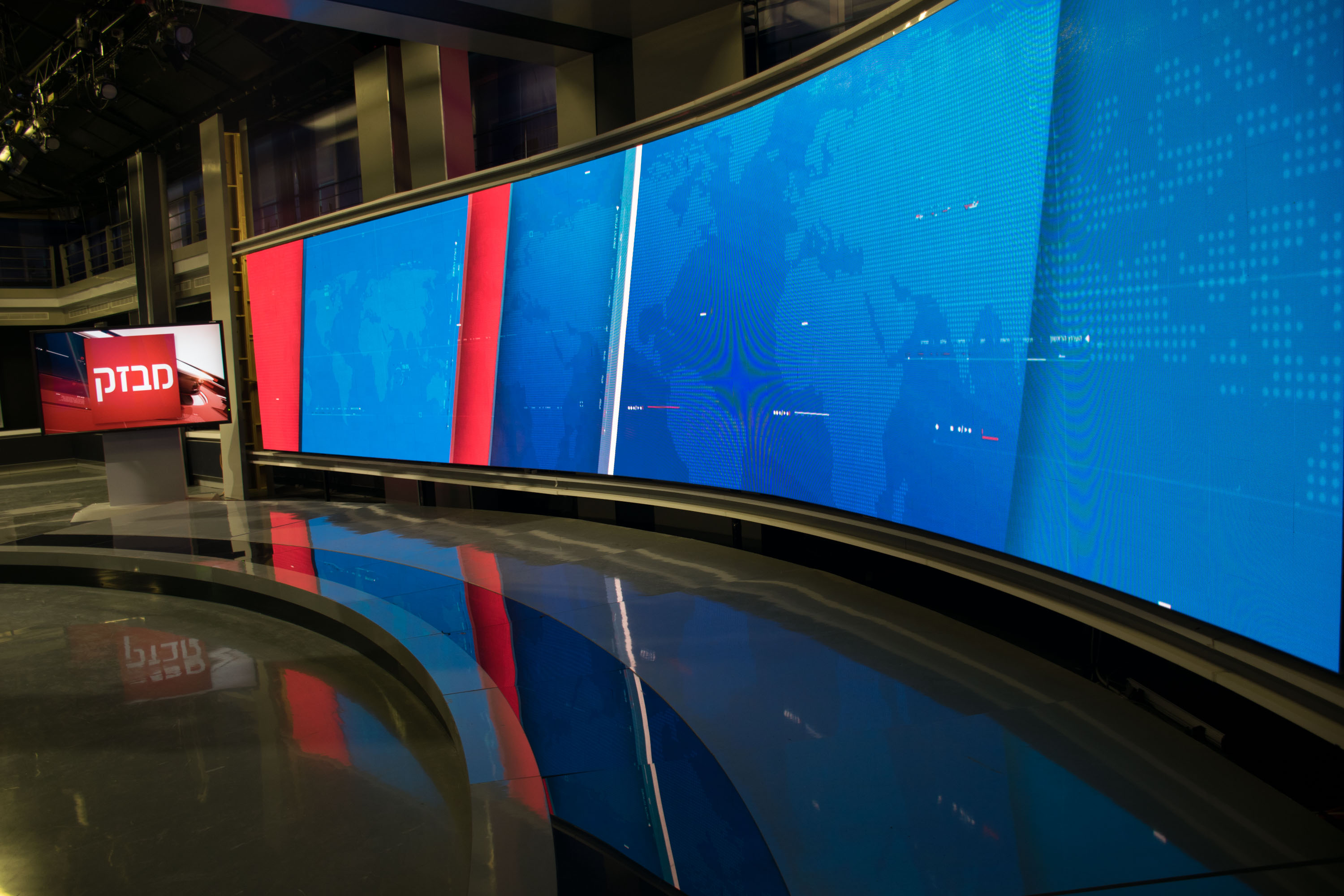
Un video wall en un estudio de televisión en Israel

Un video wall (traducible al español como pared de video) es una configuración especial de múltiples monitores que consta de múltiples monitores de computadora, proyectores de video o televisores colocados en mosaico de forma contigua o superpuestos para formar una pantalla grande.
Las tecnologías de visualización típicas incluyen paneles LCD, conjuntos de LED de visión directa, pantallas de proyección combinadas, pantallas de fósforo láser y cubos de retroproyección. Anteriormente también se utilizaba la tecnología Jumbotron. Diamond Vision fue históricamente similar a Jumbotron en que ambos usaban tubos de rayos catódicos (CRT), pero con ligeras diferencias entre ambos. Las primeras pantallas de Diamond Vision utilizaban CRT de cañón de inundación separados, uno por subpíxel. Las pantallas de Diamond Vision posteriores y todos los Jumbotron utilizaron módulos reemplazables en el campo que contenían varios CRT de cañón de inundación cada uno, uno por subpíxel, que tenían conexiones comunes compartidas entre todos los CRT de un módulo. El módulo se conectó a través de un único conector sellado contra la intemperie.
Las pantallas diseñadas específicamente para su uso en video walls suelen tener biseles estrechos para minimizar el espacio entre las áreas de visualización activas y están construidas teniendo en cuenta la capacidad de servicio a largo plazo. Estas pantallas a menudo contienen el hardware necesario para apilar pantallas similares, junto con conexiones para conectar en cadena señales de alimentación, vídeo y comando entre pantallas. Una señal de comando puede, por ejemplo, encender o apagar todas las pantallas del video wall, o calibrar el brillo de una sola pantalla después del reemplazo de la bombilla (en pantallas basadas en proyección).
Las razones para usar un video wall en lugar de una sola pantalla grande pueden incluir la capacidad de personalizar diseños de mosaicos, mayor área de pantalla por costo unitario y mayor densidad de píxeles por costo unitario, debido a la economía de fabricar pantallas individuales que son inusuales en cuanto a forma, tamaño o resolución.
A veces se encuentran video walls en salas de control, estadios y otros lugares públicos grandes. Los video walls también pueden beneficiar a lugares más pequeños cuando los clientes pueden ver las pantallas tanto de cerca como a distancia, lo que requiere, respectivamente, una alta densidad de píxeles y un gran tamaño. Por ejemplo, el videowall de 100 pulgadas ubicado en el vestíbulo principal de la Biblioteca y Centro de Aprendizaje de Lafayette (California, Estados Unidos) tiene el tamaño suficiente para que el transeúnte distante pueda ver fotografías y al mismo tiempo proporciona al observador cercano suficiente resolución para leer sobre los próximos eventos.
Los videowalls simples se pueden controlar desde tarjetas de video de varios monitores. Sin embargo, disposiciones más complejas pueden requerir procesadores de video especializados, diseñados específicamente para administrar y controlar video walls de gran tamaño. La tecnología de video wall basada en software que utiliza PC, pantallas y equipos de red comunes también se puede utilizar para implementaciones de video wall.
Los videowalls no se limitan a un único propósito, sino que ahora se utilizan en docenas de aplicaciones diferentes, en donde se deba transmitir información en gran formato, como monitoreo (especialmente en lo relacionado con seguridad), ferias y publicidad de alto impacto en sitios de alto tráfico.